# La Serena (Xile)
La Serena és una ciutat i comuna, capital de la Regió de Coquimbo, a Xile. És un dels destins turístics més importants del país. Destaca el seu centre històric amb una ben preservada arquitectura neocolonial caracteritzada pels seus balcons, petites places i esglésies de pedra de diversos segles d'antiguitat, les seves extenses platges i per ser una de les ciutats amb millor qualitat de vida de Xile. La Serena es troba 475 km al nord de Santiago, en una badia de l'oceà Pacífic.
Tenia una població de 160.148 habitants el 2002, xifra que ascendeix als 323.184 si s'hi afegeix la ciutat veïna de Coquimbo, sent així la quarta àrea urbana més poblada del país.

## Ciutats agermanades
- Cracòvia, Polònia
- Tenri, Japó
- Millbrae, EUA
- Hilo, EUA
- San Juan, Argentina
- Tlalnepantla de Baz, Mèxic
- Castuera, Espanya
- Campanario, Espanya
- Talavera de la Reina, Espanya